# 蒂塞利乌斯环形山
蒂塞利乌斯环形山（Tiselius）是月球背面赤道区一座大型撞击坑，约形成于晚雨海世，其名称取自瑞典化学家阿尔内·威廉·考林·蒂塞利乌斯（1902年-1971年），1970年被国际天文联合会正式批准接受。

## 描述

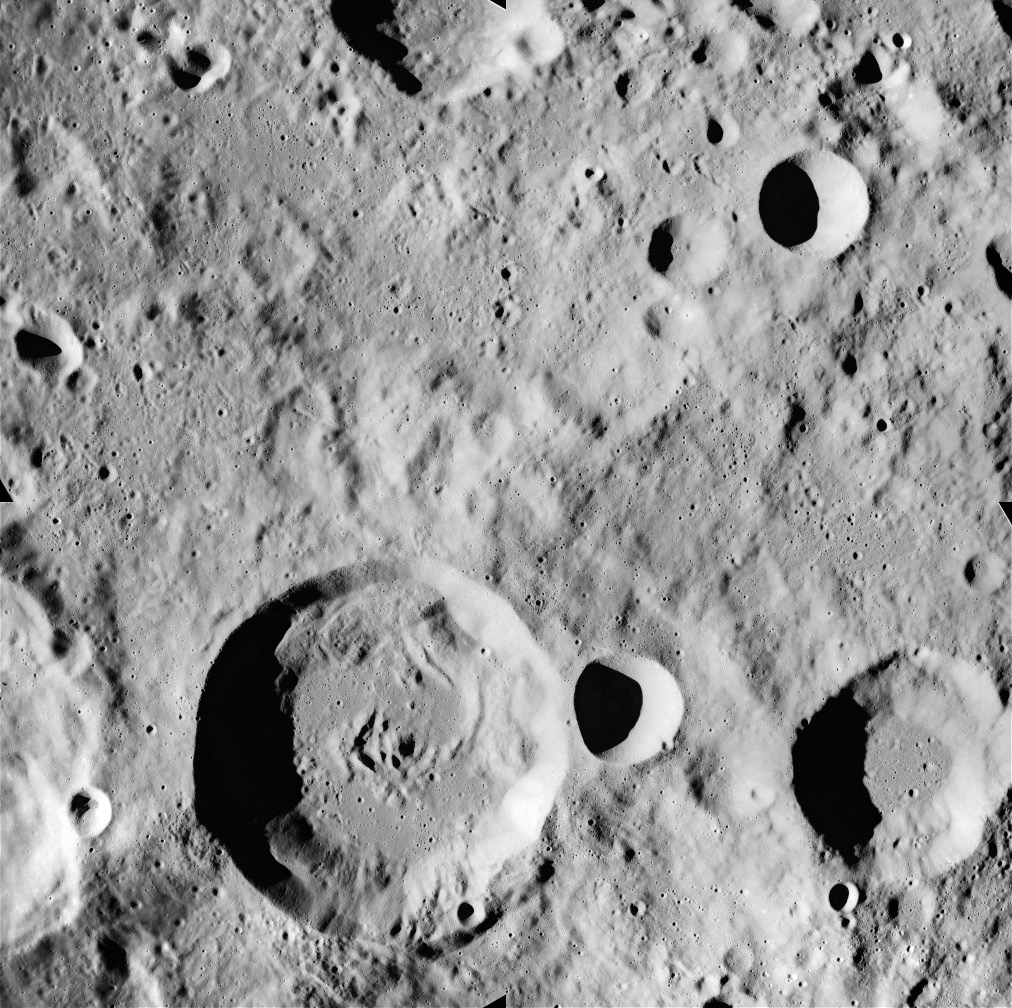
蒂塞利乌斯环形山(左上)和斯坦因陨石坑(左下)，阿波罗16号拍摄(右为北)。

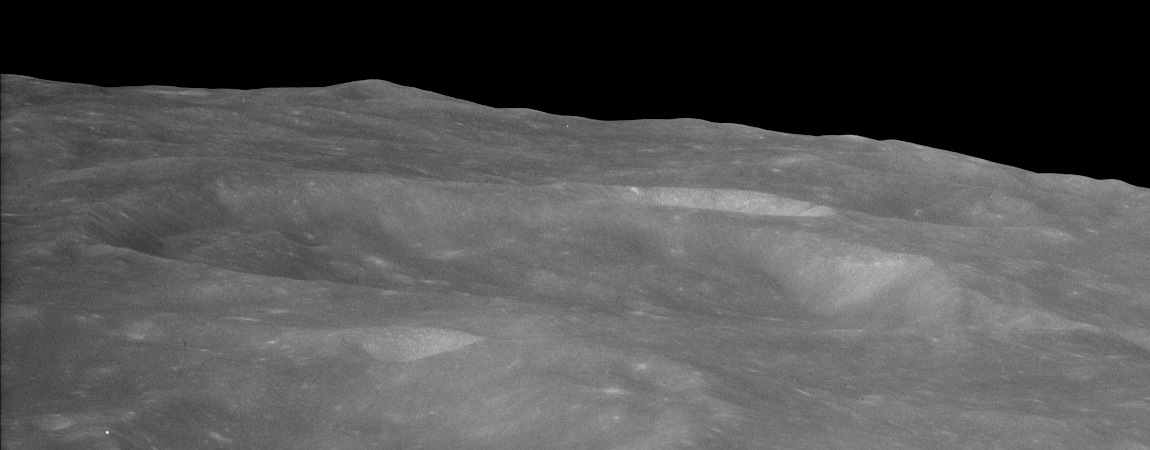
阿波罗11号拍摄的东北向高斜视图

该陨坑西侧毗邻瓦瓦利尔环形山、北面靠近沙发利克陨石坑；斯坦因陨石坑位于它的东侧、东南则是科里奥利环形山。该环形山的中心月面坐标为6°53′N 176°42′E / 6.89°N 176.7°E，直径53.8公里，深度2.4公里。

蒂塞利乌斯环形山外观大致圆形，坑壁边缘清晰，未受到后续撞击的侵蚀磨损。陨坑外壁平缓，环壁沿有很清楚的豁口；东侧壁几乎紧挨着醒目的卫星坑"蒂塞利乌斯 E"；内侧壁有几处坍塌并在坡底形成岩屑堆积。陨坑坑壁平均高出周边地形1150米，内部容积约2300公里³。坑底表面相对平坦，散布着一些细小的陨坑，环中心点混杂交错着一系列低矮的山脊。

## 卫星陨石坑

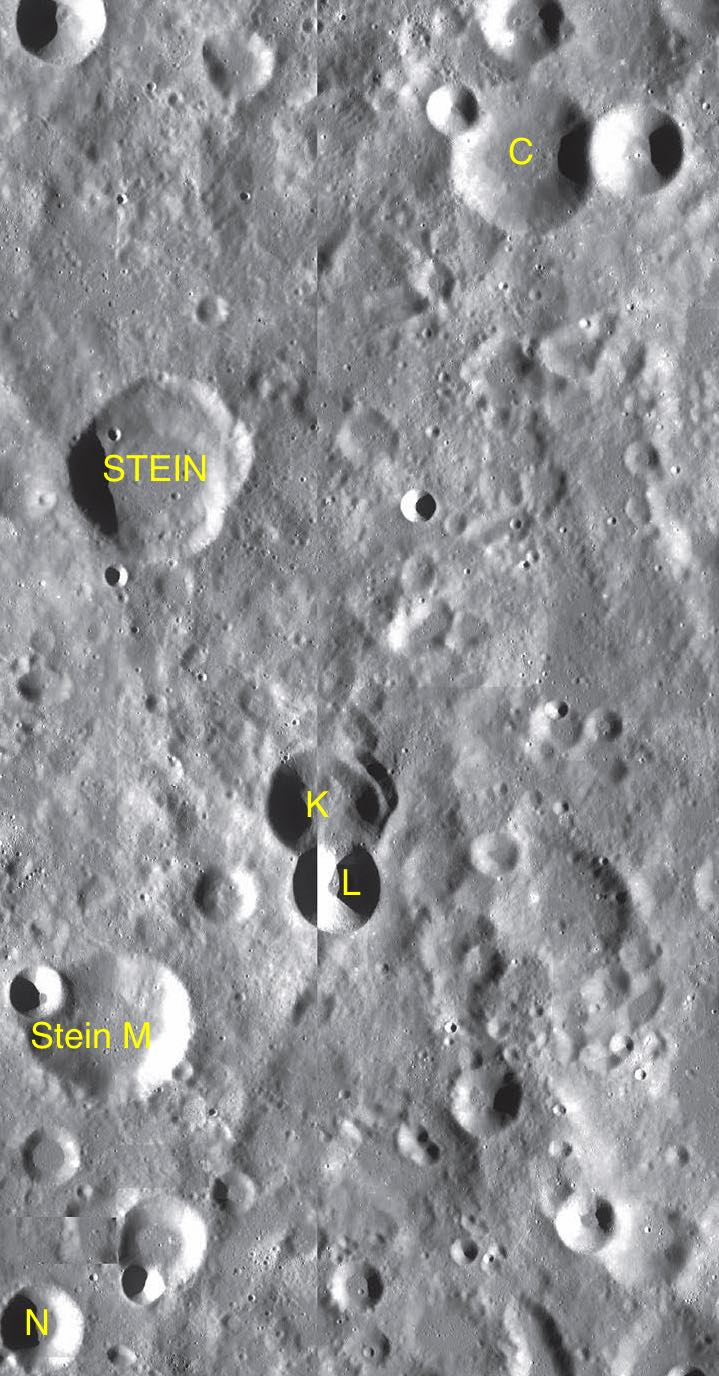
LAC-86 月面图

按惯例，最靠近蒂塞利乌斯环形山的卫星坑在月图上以字母标注在该坑中心点的旁边。
| 蒂塞利乌斯 | 纬度   | 经度     | 直径    |
| ---------- | ------ | -------- | ------- |
| E          | 7.3° N | 177.7° E | 17 公里 |
| L          | 4.6° N | 177.4° E | 12 公里 |